# 로프트 (2005년 영화)
《로프트》(일본어: LOFT ロフト)는 2005년 공개된 일본의 공포 영화이다.

## 출연

### 주연
- 나카타니 미키
- 토요카와 에츠시

### 조연
- 아다치 유미
- 가토 하루히코
- 니시지마 히데토시
- 스즈키 사와
- 오스기 렌
- 에구치 노리코

## 기타
- 조명: 오사다 타츠야
- 음향: 후카다 아키라
- 미술: 마츠모토 치에